# Ḥāfiẓ
La parola ḥāfiẓ (in arabo ﺣﺎﻓﻆ‎?, pl. ḥuffāẓ ), ossia "conservatore, difensore, preservatore", è il termine tecnico che serve a indicare il musulmano (al femminile si usa ḥāfiẓa) che conosce a memoria l'intero Corano.
L'imparare a memoria il testo sacro islamico è sempre stato considerato come un'opera particolarmente meritoria, tanto che tra le prime opere di ṭabaqāt (classi di età) figurano proprio quelle dedicate a ḥuffāẓ.
Il grande prestigio sociale goduto da ogni ḥāfiẓ, ha comportato una grande diffusione di tale pratica. Tra i ceti che maggiormente hanno perseguito un tale obiettivo per uno almeno dei propri figli figurano quelli più diseredati, che in tal modo potevano concretamente sperare per quel figlio almeno un futuro meno arduo e di maggior successo morale e materiale.